# Norbert Peters (Priester)
Norbert Peters  (* 5. August 1863 in Sundern-Allendorf; † 20. Januar 1938 in Paderborn) war ein katholischer Priester und Hochschullehrer.

## Leben
Norbert Peters wurde im Jahr 1863 in Allendorf als ältestes von zehn Kindern geboren. Nach dem Abitur im Jahre 1883 studierte er in Würzburg, Münster und Paderborn. Seit 1883 war er Mitglied der katholischen Studentenverbindung KDStV Markomannia Würzburg und später wurde er noch Mitglied der VKDSt Saxonia Münster. 1887 wurde Peters zum Priester geweiht. Nach zweijähriger Tätigkeit in der Seelsorge ging er für weitere drei Jahre nach Bonn und Tübingen. Dort studierte er Bibelwissenschaften und Philologie. Im Jahr 1892 promovierte Peters in Tübingen zum Doktor der Theologie. Anschließend erhielt er in Paderborn an der Bischöflichen Philosophisch-Theologischen Akademie einen Lehrstuhl für alttestamentliche Exegese.
Peters veröffentlichte über 30 Werke. Er verstarb im Jahr 1938 in Paderborn.

## Schriften (Auszug)
- Der Text des Alten Testamentes und seine Geschichte. Aschendorff, Münster 1912.
- Das Buch vom Dulder Job. Bonifacius, Paderborn 1917.
- Die Religion des Alten Testamentes in ihrer Einzigartigkeit unter den Religionen des alten Orients. J. Kösel & F. Pustet, München 1921.
- Die Leidensfrage im Alten Testament. Aschendorff, Münster 1923.
- Die Frau im Alten Testamente. L. Schwann, Düsseldorf 1927.